# Station Żmigród Wąskotorowy
Station Żmigród Wąskotorowy is een spoorwegstation in de Poolse plaats Żmigród.